# Terpsiphone atrochalybeia
Terpsiphone atrochalybeia е вид птица от семейство Monarchidae.

## Разпространение
Видът е разпространен в Сао Томе и Принсипи.